# Вера Неферовић
Загреб СФРЈ
Вера Неферовић (1909 — 1989) је бивша југословенска атлетска репрезентативка у бацању диска. Била је члан Спортског друштва ХАШК из Загреба.
Првак Југославије је била 1946. (35,08).
Учествовала је на Летњим олимпијским играма 1936. у Берлину, где је у својој дисциплини, у конкуренцији 19 атлетичарки из 11 земаља, заузела 17 место резултатом 33,02 метра.

## Лични рекорд
- 37,57 метара 1938. године